# 中央印製廠
中央印製廠是中華民國中央銀行的直屬機關之一，創設於1941年，專門負責紙幣、各類有價證券以及護照和國民身分證等政府重要文件的印製工作，並經營與其印刷業務相關的製造項目，也負責舊鈔券的整理工作，廠址位於新北市新店區。中國貨幣史上著名的金圓券大多由中央印製廠及其分廠印刷。

## 歷史
- 1940年夏，國民政府為避免因海岸線遭侵華日軍封鎖而使鈔券供應中斷，命行政院副院長兼財政部部長兼中央銀行總裁兼中央信託局理事長孔祥熙籌辦國人自行印鈔[1]:26。
- 1941年2月1日，中央信託局成立「印刷鈔券事務處」（旋改稱「印製處」），並接收財政部重慶印刷局、改為「重慶印製廠」[1]:26，專責鈔券、稅票、郵票等有價證券及政府文件之印製。
- 1945年3月1日，中央信託局印製處重慶印製廠改組為「中央印製廠」，改隸中央銀行[1]:27。對日抗戰勝利後，中央印製廠遷至上海（1945年9月接收汪兆銘政權中央儲備銀行印刷廠，今上海印钞有限公司），另於北平成立北平分廠。
- 1949年，中央印製廠隨中華民國政府遷來臺灣，於臺北縣三重鎮（今新北市三重區）設臺北廠（1954年4月改稱三重廠）。
- 1956年，臺中市自由路85號總統府印鑄工廠歸併至中央印製廠，改為中央印製廠鑄製科。
- 1961年6月，中央銀行復業；同年9月，中央印製廠奉命接收臺北市大理街台灣銀行印刷所舊址，改為中央印製廠萬華廠。[2]
- 1962年，中央印製廠鑄製科改為鑄製所。
- 1964年8月，中央印製廠三重廠遷至臺北縣新店鎮（今新北市新店區）青潭廠。
- 1972年7月，中央印製廠新設立安康廠（第一工廠），專責印製各類鈔票；青潭廠（第二工廠）則專責印製票據、公債、國庫券、郵票、匯票等有價證券及護照、國民身分證等政府重要文件。萬華廠同時遷併青潭廠。
- 2005年，中央印製廠鑄製科裁撤，原鑄印製章業務改由中央造幣廠承接。

## 組織
- 總經理
  - 副總經理

部門
- 第一工廠（安康廠）
- 第二工廠（青潭廠）
- 供應科
- 檢銷課
- 技術研究發展室
- 勞工安全衛生室
- 資訊室
- 秘書室
- 會計室
- 人事室
- 政風室
- 業務企劃中心
- 污染防治中心

## 外部連結
- 中央印製廠 （页面存档备份，存于）